# 勝利的基督
《勝利的基督》（拉丁語：Christus Victor）是瑞典神學家古斯塔夫·奧連於1930年出版的英語著作，書名意即「得勝者基督」。瑞典語原著於1930年出版，當時名爲《基督教贖罪思想》（瑞典語：Den kristna försoningstanken）。該書探討基督教中的救贖論，其中對古典贖價救贖論提出新詮釋。該理論認為，基督之死是向邪惡勢力支付的贖金，用以解救受其轄制的人類。奧連指該理論源至早期教父時期，在西方教會主導近千年，直至11世紀坎特伯雷的安瑟莫提出補贖救贖論後，其地位才逐漸被取代。
奧連將傳統的贖價論解讀為「基督戰勝捆綁人類的邪惡勢力——罪、死亡與魔鬼」。學者普尤指出：「如此解讀十字架的方式源自教父思想。自他（奧連）以來，這解讀稱為『勝利的基督』。」該理論亦有時稱為魚鉤論，因亞歷山大的區利羅與尼撒的貴格利等教父想像基督為餌，其誘使撒旦吞鉤自毀。